# Talent1
Talent1 era un programma televisivo italiano, andato in onda tra il 2007  e il 2008 su Italia 1. È stato presentato da Ciccio Valenti e Tommy Vee.
Il programma è stato ideato da Guido Dall'Olio. Il format è stato scritto da Roberto Vecchi, autore e capo progetto del programma, in collaborazione con il produttore Roberto Ebale. La regia è stata curata da Claudio Ascquini.
Talent1 è stato il primo programma a portare in televisione i video pubblicati sul web, dando spazio a coloro che a vario titolo, ora sono noti come YouTubers.
Rientra nel cast del programma per alcune puntate anche Metis Di Meo, Paola Caruso.
Tra il 31 dicembre 2007 e il 1º gennaio 2008 va in onda una puntata speciale denominata Talent1 Night, la notte dei talenti per aspettare il capodanno del 2008.
Sul web è andato avanti fino al 2010, infatti era disponibile il sito a cui mandare i propri video che venivano poi votati.
Il programma presentava artisti emergenti in vari settori e il pubblico doveva votare per ciascuna categoria in modo da decretarne i vincitori:
- Musica - categoria per: cantanti, cantautori, interpreti, compositori, arrangiatori, musicisti e strumentisti di ogni genere[9]
- Ballo - categoria per: ballerini, corpi di ballo, coreografi, creativi delle movenze del corpo[9]
- Cinema e televisione - categoria per: attori, conduttori, comici e cabarettisti, illusionisti, arte varia[9]
- Estro - categoria per tutto ciò che non era compreso nelle precedenti categorie e che risultava essere eccezionale, insolito, stravagante, divertente, estremo, seducente, affascinante[9]

Tra i personaggi che ne hanno preso parte si ricordano Fernando Sosa, Siria De Fazio, Rocco Pietrantonio, Federico Paulovich Luca Piazza  , Lucia Murano (Luciemme), Alfredo Baroero (Alphanetuse) e Tecà.
Il programma vero e proprio veniva trasmesso di giovedì, mentre di lunedì, martedì, mercoledì e venerdì andava in onda Talent1 Player, un mix di video considerati i migliori della settimana; nel cast di questo spazio anche Metis Di Meo.